# 下南勢
下南勢，是臺灣臺南市東山區的一個傳統地域名稱，位於該區東南端。相較於今日行政區，其範圍大致為南勢里不含西部凸出部分的中段至北段。

## 歷史
台灣日治初期，下南勢地區為一（舊制）街庄，稱為「下南勢庄」，隸屬於哆囉嘓東頂堡。該庄北與崎仔頭庄為鄰，東邊以陸界及曾文溪與後大埔庄為鄰，東南隔曾文溪與密枝庄為界，南邊為𦬬萊宅庄、大坵園庄，西邊為前大埔庄。
1901年（日治明治三十四年）11月，全台設置二十廳，該庄隸屬於鹽水港廳。1903年（明治三十六年）6月，該庄編入「前大埔區」，隸屬於鹽水港廳。1909年（明治四十二年）10月，合併二十廳為十二廳，前大埔區改隸屬於嘉義廳。1920年（大正九年），廢十二廳改設五州二廳，該庄改制為「下南勢」大字，隸屬於臺南州新營郡番社庄（新制街庄）。
戰後番社庄改制為番社鄉，隸屬於臺南縣，大字亦改制為村。1946年，番社鄉改名為東山鄉。1950年雲、嘉、南分治，東山鄉仍隸屬於臺南縣。2010年12月25日，因臺南縣市合併為直轄市臺南市，東山鄉改制為東山區，村亦改制為里。

## 聚落
本地區發展較早的聚落有檳榔宅、橫路、下南勢、深坑仔、後坑仔、大洋等，在日治期初期的官方地圖上已有記載。

## 交通
市道174號是北門區蘆竹溝至東山區橫路的道路。
市道175號是白河區關子嶺至楠西區楠西市區的道路。
區道南104-1線是清山至崁頭山的道路。
區道南105線是東原至內坑的道路。
區道南105-1線是南寮口至深坑子的道路。

## 景點
- 西口小瑞士